# Joe Mullen (calciatore)
Joe Mullen (Adelaide, 5 gennaio 1964) è un allenatore di calcio ed ex calciatore australiano.
è stato allenatore delle giovanili dell'Adelaide United FC, team che milita nella A-League nel 2009.

## Palmarès

### Giocatore
Con l'Adelaide City:
- NSL Champinship: 1986, 1991-1992, 1993-1994.
- NSL Cup: 1989, 1991-1992.

Personali:
- FFSA Award of Distinction: 2005.

### Allenatore
Con i Green Gully:
- VPL Championship: 2003-2004.

Con i Bulleen Zebras:
- Victorian Italia Cup: 2002
- U-14 Victorian Super League: 2003
- U-14 Victorian Super League Cup: 2003